# Гарсия, Мария Исабель
Мари́я Исабе́ль Гарси́я Суа́рес (исп. María Isabel García Suárez; 26 марта 1978, Авилес) — испанская гребчиха-байдарочница, выступала за сборную Испании в первой половине 2000-х годов. Участница двух летних Олимпийских игр, серебряная и бронзовая призёрша чемпионатов мира, двукратная чемпионка Европы, победительница многих регат национального и международного значения.

## Биография
Мария Исабель Гарсия родилась 26 марта 1978 года в городе Авилесе провинции Астурия. Активно заниматься греблей начала с раннего детства, проходила подготовку в Луанко в местном спортивном клубе Sociedad Deportiva Gauzón.
Благодаря череде удачных выступлений удостоилась права защищать честь страны на летних Олимпийских играх 2000 года в Сиднее — вместе с напарницей Белен Санчес в двойках на пятистах метрах дошла до финала и показала в решающем заезде седьмой результат.
Первого серьёзного успеха на взрослом международном уровне добилась в 2001 году, когда попала в основной состав испанской национальной сборной и побывала на чемпионате Европы в Милане, откуда привезла награды серебряного и бронзового достоинства, выигранные в зачёте четырёхместных байдарок на дистанциях 200 и 500 метров соответственно. Позже выступила на чемпионате мира в польской Познани и в точности повторила результаты европейского первенства, получив серебро и бронзу в тех же дисциплинах.
В 2002 году на европейском первенстве в венгерском Сегеде среди байдарок-четвёрок Гарсия одержала победу в двухсотметровой гонке и получила серебро в полукилометровой, тогда как на домашнем мировом первенстве в Сивелье в тех же дисциплинах удостоилась серебра и бронзы. Год спустя на чемпионате мира в американском Гейнсвилле повторила прошлогодний результат, вновь получила серебро в четвёрках на двухстах метрах и бронзу в четвёрках на пятистах метрах. Ещё через год на европейском первенстве в польской Познани вместе с партнёршами стала чемпионкой на дистанции 200 метров и бронзовой призёршей на дистанции 500 метров. Будучи в числе лидеров гребной команды Испании, благополучно прошла квалификацию на Олимпийские игры 2004 года в Афинах — стартовала в четвёрках на пятистах метрах и заняла в финале пятое место, немного не дотянув до призовых позиций.
После афинской Олимпиады Мария Исабель Гарсия осталась в основном составе испанской национальной сборной и продолжила принимать участие в крупнейших международных регатах. Так, в 2005 году она выступила на чемпионате мира в хорватском Загребе и выиграла бронзовую медаль в программе байдарок-четвёрок на дистанции 200 метров. Вскоре по окончании этих соревнований приняла решение завершить карьеру профессиональной спортсменки, уступив место в сборной молодым испанским гребчихам.